# Live at Wacken: The Reunion
Live at Wacken: The Reunion — концертный CD\DVD альбом американской рок-группы Twisted Sister, записанный во время выступления на Wacken Open Air в 2003 году, издан в 2005 году.

## Об альбоме
Помимо самого выступления, DVD содержит интервью с участниками группы о заключительных днях существования группы в конце 80-х и о событиях, которые в итоге привели к воссоединению Twisted Sister. Интервью совмещено с ранее неопубликованными кадрами закулисных съёмок и выступлений Twisted Sister разных лет.
CD, названный Live...Past & Present, включает 5 треков из ранее не изданных концертных выступлений 80-х и 6 треков с выступления на Wacken Open Air.

## Список композиций
| 1. «What You Don’t Know (Sure Can’t Hurt You)» 2. «The Kids are Back» 3. «Stay Hungry» 4. «Destroyer» 5. «Like A Knife in the Back» 6. «Under The Blade» 7. «You Can’t Stop Rock and Roll» 8. «The Fire Still Burns» 9. «Shoot ‘Em Down» 10. «We’re Not Gonna Take It» 11. «The Price» 12. «Burn In Hell» 13. «I Wanna Rock» 14. «SMF» | CD: Live...Past & Present Detroit, MI / Porchester, NY, May 1980 «Bad Boys of Rock ‘N’ Roll» – 4:42 «Born to Be Wild» – 3:14 «I’ll Never Grow Up» – 3:11 «You Know I Cry» – 3:15 Marquee, London, UK, December 1982 «You Can’t Stop Rock 'n' Roll» – 3:52 Wacken Open Air, Germany, August 2nd, 2003 «What You Don’t Know» – 2:58 «Kids are Back» – 4:29 «Stay Hungry» – 2:58 «Knife In the Back» – 4:43 «I Am (I’m Me)» – 3:21 «The Fire Still Burns» – 3:06 |